# Exterminador Operación Mundial
Exterminador Operación Mundial es el décimo álbum producido por el cantante cristiano Redimi2. El cantautor Redimi2 también dio a conocer, a través de las redes sociales, el logo del nuevo álbum, compuesto por dos ichtus cruzados y señalando los puntos cardinales; en el centro un globo terráqueo, la letra R y el número 2. De este disco salieron cinco sencillos con vídeos oficiales: «Nunca me avergonzaré» con Daniela Barroso, «El nombre de Jesús» junto a Christine D Clario, «Bonita», «Aleluya Amén» y «Ruge 2.0».
Operación Mundial fue el cierre del conjunto de álbumes que Redimi2 había preparado bajo el nombre de Exterminador, Operación P.R., O.P.R. 100X35 y Operación R.D.
El álbum, llegó a la posición #3 en la lista de Álbumes latinos de Billboard en 2014.
El sencillo «El nombre de Jesús» junto a Christine D Clario se convirtió en el vídeo de rap cristiano en cualquier idioma con más visualizaciones. En el año 2020, cuenta con más de 180 mil millones de visualizaciones en YouTube.

## Lista de canciones
1. «Operación Mundial (feat. Egleyda Belliard)» 
 Producido por Music Mind
2. «El Nombre de Jesús (feat. Christine D’Clario)» 
 Producido por Music Mind
3. «Quiero Ser Como Tu (feat. Alex Campos)» 
 Producido por Music Mind
4. «Bonita» 
 Producido por Music Mind
5. «Aleluya Amen» 
 Producido por Music Mind
6. «Gol» 
 Producido por Emy Luziano
7. «Ruge 2.0» 
 Producido por Stack
8. «Palabras (feat. Daliza Cont)» 
 Producido por Music Mind
9. «Nunca Me Avergonzaré (feat. Daniela Barroso)» 
 Producido por Emy Luziano
10. «Imparable» 
 Producido por Stack, DJ Génesis
11. «Trastornadores (feat. Alex Zurdo, Rubinsky, Villanova)» 
 Producido por DJ Génesis, Stack
12. «Muchachos (feat. Daliza Cont)» 
 Producido por Music Mind
13. «Llamado» 
 Producido por Music Mind

## Vídeos musicales
1. Nunca me Avergonzaré (feat. Daniela Barroso)
2. El Nombre de Jesús (feat. Christine D'Clario)
3. Bonita
4. Aleluya Amen
5. Ruge 2.0